# Hampus Dahlqvist
Hampus Dahlqvist (* 1. Februar 1992 in Borlänge) ist ein schwedischer Handballspieler. Der rechte Flügelspieler ist schwedischer Nationalspieler im Beachhandball.
Dahlqvist hat von 2012 bis 2016 Wirtschaftswissenschaften an der Hochschule Dalarna studiert und arbeitet seitdem bei einer Bank. Er lebt in Göteborg. Dahlqvist ist Bruder der Skilangläuferin Maja Dahlqvist.

## Hallenhandball
Dahlqvist wurde bei Borlänge HK ausgebildet. Im Alter von 16 Jahren wechselte er an das Handball-Gymnasium in Göteborg, wo er für Redbergslids IK auflief. Dort debütierte er auch in der ersten Liga Schwedens (Handbollsligan), bevor er 2012 wieder zu Borlänge HK zurückging. Seit 2016 spielt er in der zunächst dritten (Division 1), mittlerweile zweiten Liga (Allsvenskan) für HK Torslanda Elit.

## Beachhandball

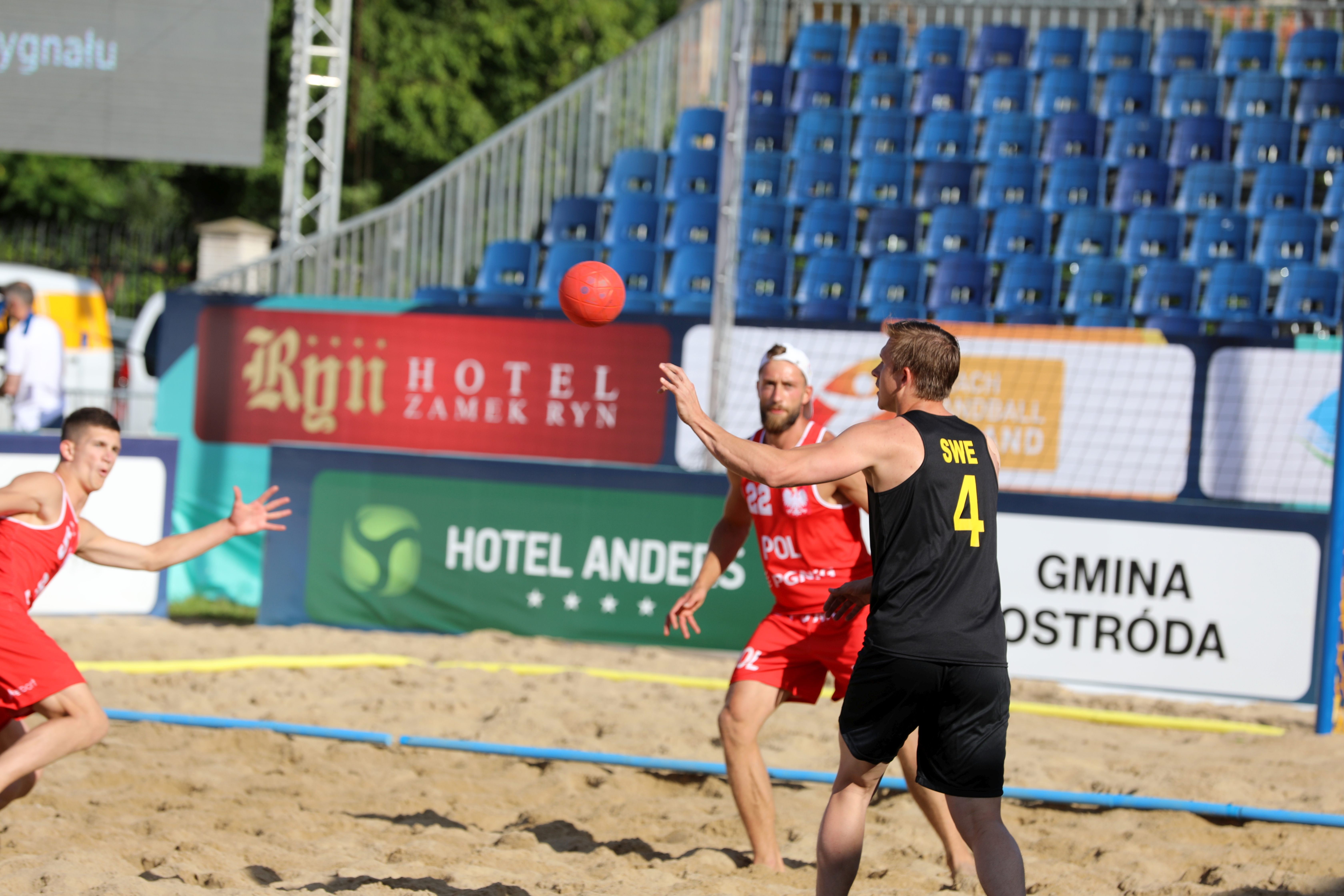
Dahlqvist (in Schwarz) im Spiel gegen Polen bei der Euro 2019, mit der #22 Mateusz Orłowski, mit der #5 Maciej Fabianowicz.

Im Beachhandball tritt Dahlqvist für den Göteborg BHC an. 2015 nahm er in Lloret de Mar erstmals an Beachhandball-Europameisterschaften teil und belegte mit der schwedischen Nationalmannschaft den zehnten von 12 Plätzen. 2017 war Schweden in Zagreb weitaus erfolgreicher und belegte den fünften Platz. Damit war die Mannschaft auch für die Weltmeisterschaften 2018 in Kasan qualifiziert. Dort zog die Mannschaft bis ins Halbfinale ein, scheiterte dort jedoch am späteren Weltmeister Brasilien. Auch das Spiel um Bronze ging gegen Kroatien verloren. Bei den Europameisterschaften 2019 lief es für Schweden nicht so gut. Nach schwacher Vorrunde qualifizierten sie sich nur für die Trostrunde und schlossen die EM als Zehntplatzierte ab. Für die ersten World Beach Games 2019 in Katar war Schweden aufgrund der guten Platzierung bei den Weltmeisterschaften qualifiziert. Schweden erreichte erneut das Halbfinale, scheiterte dort dieses Mal an Spanien. Im Spiel um die Bronzemedaille konnte sich Schweden dieses Mal gegen den Gastgeber im Shootout durchsetzen.

## Einzelbelege
1. ↑  Jimmy Gr, in: Hampus Dahlqvist tillbaka på Västkusten. In: Handbollskanalen. 12. Juni 2016, abgerufen am 1. Februar 2021 (sv-SE).
2. ↑  https://torslandahk.myclub.se/site_teams/793/members#modal_api_member_v2_team_team_member_497350
3. ↑  European Handball Federation - 2015 Men's ECh Beach Handball / Final Tournament. Abgerufen am 1. Februar 2021 (englisch).
4. ↑  European Handball Federation - 2017 Men's ECh Beach Handball / Final Tournament. Abgerufen am 1. Februar 2021 (englisch).
5. ↑  European Handball Federation - 2019 Men's ECh Beach Handball / Final Tournament. Abgerufen am 1. Februar 2021 (englisch).

| Personendaten    | Personendaten                                   |
| ---------------- | ----------------------------------------------- |
| NAME             | Dahlqvist, Hampus                               |
| KURZBESCHREIBUNG | schwedischer Handball- und Beachhandballspieler |
| GEBURTSDATUM     | 1. Februar 1992                                 |